# Hugo Lloris
Hugo Lloris (wym. [yɡo lɔʁis]; ur. 26 grudnia 1986 w Nicei) – francuski piłkarz, występujący na pozycji bramkarz występujący w Los Angeles FC. W latach 2008–2022 reprezentant Francji. Złoty medalista Mistrzostw Świata 2018, srebrny medalista Mistrzostw Świata 2022.

## Młodość i życie prywatne
Matka Llorisa była prawniczką, a ojciec, o katalońskim pochodzeniu, bankierem. Ma młodszego brata Gautiera, który również jest piłkarzem. W 2008 zmarła jego matka. Jako młodzieniec uprawiał tenis, wraz z klubowym kolegą Yoannem Gourcuffem, aż do 13 roku życia. 10 sierpnia 2010 roku znalazł się na okładce gry sportowej FIFA 11 we francuskiej wersji, wraz z Karimem Benzemą. 23 września tego samego roku ogłosił narodziny swojej córki. Od 7 lipca 2012 żonaty z Marine, właścicielką butiku i projektantką mody. W 2014, tuż przed mundialem w Brazylii, urodziła się druga córka piłkarza, Giuliana.

## Kariera klubowa

### Początki
Karierę rozpoczynał w 2005 w OGC Nice. W lidze zadebiutował 18 marca 2006 w spotkaniu z AS Nancy. W tym samym roku dotarł także do finału Pucharu Ligi Francuskiej. Miejsce w podstawowej jedenastce swojego zespołu wywalczył w sezonie 2006/2007, kiedy to wygrał rywalizację z doświadczonym Lionelem Letizim i wystąpił w 37 ligowych spotkaniach. Nicea zajęła wówczas dopiero szesnaste miejsce w Ligue 1 mając cztery punkty przewagi nad strefą spadkową. We wrześniu 2007 doznał kontuzji kolana i musiał pauzować przez miesiąc.

### Olympique Lyon
W marcu 2008 francuskie media podały informację, że pozyskaniem francuskiego bramkarza zainteresowany jest Olympique Lyon, z którego po zakończeniu sezonu odszedł Grégory Coupet. Pod koniec maja Lloris podpisał kontrakt z tym klubem. Zadebiutował 1 sierpnia w meczu z Toulouse FC, w którym Lloris zachował czyste konto, a Olympique Lyon wygrał 3:0. Od początku sezonu 2008/2009 stał się podstawowym bramkarzem Lyonu. W sezonie 2008/2009 zagrał w 35 ligowych meczach, a w 2009/2010 – 36. W sezonie 2011/2012 został wybrany najlepszym bramkarzem francuskiej ekstraklasy.

### Tottenham Hotspur
31 sierpnia 2012 podpisał kontrakt z Tottenhamem Hotspur. Sezon 2012/2013 ukończył z 25 występami, w których zachować 9 czystych kont. W lipcu 2014 podpisał nowy 5-letni kontrakt. W sierpniu 2015 menedżer Mauricio Pochettino mianował Llorisa kapitanem drużyny. Podczas spotkania ligowego z Brighton w sezonie 2017/18 bramkarz wystąpił po raz 250 dla drużyny Spurs.

## Kariera reprezentacyjna
Lloris ma za sobą występy w młodzieżowych reprezentacjach Francji. W 2005 razem z drużyną do lat dziewiętnastu wywalczył mistrzostwo Europy pokonując w finale Anglików. 5 lutego 2008 w spotkaniu z Demokratyczną Republiką Konga Lloris zadebiutował w kadrze B. Do seniorskiej reprezentacji po raz pierwszy został powołany 24 marca na towarzyskie mecze z Anglią i Mali. W kadrze zastąpił wówczas kontuzjowanego Sébastiena Freya. Debiut w zespole narodowym Lloris zaliczył jednak dopiero 19 listopada w zremisowanym 0:0 towarzyskim pojedynku z Urugwajem. W lutym 2012 selekcjoner Laurent Blanc mianował go kapitanem reprezentacji Francji. Był podstawowym zawodnikiem na Mistrzostwach Europy 2016, gdzie Trójkolorowi dotarli do finału, przegrywając 0:1 z Portugalią po dogrywce. 21 czerwca 2018 wystąpił po raz setny w narodowych barwach w spotkaniu grupowym Mistrzostw Świata 2018 przeciwko Peru. 15 lipca zdobył Mistrzostwo Świata, gdzie w finale Francja pokonała 4:2 Chorwację.
| Sezon     | Klub              | Kraj    | Rozgrywki      | Mecze | Bramki | Rozgrywki Europy                    | Mecze | Bramki |
| --------- | ----------------- | ------- | -------------- | ----- | ------ | ----------------------------------- | ----- | ------ |
| 2005/2006 | OGC Nice          | Francja | Ligue 1        | 5     | 0      | -                                   | -     | -      |
| 2006/2007 | OGC Nice          | Francja | Ligue 1        | 37    | 0      | -                                   | -     | -      |
| 2007/2008 | OGC Nice          | Francja | Ligue 1        | 30    | 0      | -                                   | -     | -      |
| 2008/2009 | Olympique Lyon    | Francja | Ligue 1        | 35    | 0      | Liga Mistrzów UEFA                  | 8     | 0      |
| 2009/2010 | Olympique Lyon    | Francja | Ligue 1        | 36    | 0      | Liga Mistrzów UEFA                  | 14    | 0      |
| 2010/2011 | Olympique Lyon    | Francja | Ligue 1        | 37    | 0      | Liga Mistrzów UEFA                  | 8     | 0      |
| 2011/2012 | Olympique Lyon    | Francja | Ligue 1        | 36    | 0      | Liga Mistrzów UEFA                  | 10    | 0      |
| 2012/2013 | Olympique Lyon    | Francja | Ligue 1        | 2     | 0      | Liga Europy UEFA                    | 0     | 0      |
| 2012/2013 | Tottenham Hotspur | Anglia  | Premier League | 27    | 0      | Liga Europy UEFA                    | 5     | 0      |
| 2013/2014 | Tottenham Hotspur | Anglia  | Premier League | 37    | 0      | Liga Europy UEFA                    | 6     | 0      |
| 2014/2015 | Tottenham Hotspur | Anglia  | Premier League | 35    | 0      | Liga Europy UEFA                    | 8     | 0      |
| 2015/2016 | Tottenham Hotspur | Anglia  | Premier League | 37    | 0      | Liga Europy UEFA                    | 9     | 0      |
| 2016/2017 | Tottenham Hotspur | Anglia  | Premier League | 34    | 0      | Liga Mistrzów UEFA Liga Europy UEFA | 6 2   | 0 0    |
| 2017/2018 | Tottenham Hotspur | Anglia  | Premier League | 36    | 0      | Liga Mistrzów UEFA                  | 7     | 0      |
| 2018/2019 | Tottenham Hotspur | Anglia  | Premier League | 33    | 0      | Liga Mistrzów UEFA                  | 11    | 0      |
| 2019/2020 | Tottenham Hotspur | Anglia  | Premier League | 12    | 0      | Liga Mistrzów UEFA                  | 4     | 0      |

Stan na: 17 kwietnia 2020

## Sukcesy

### Olympique Lyon
- Puchar Francji: 2011/2012
- Superpuchar Francji: 2012

### Francja U-19
- Mistrzostwo Europy U-19: 2005

### Francja
- Mistrzostwo świata: 2018
- Wicemistrzostwo świata: 2022
- Wicemistrzostwo Europy: 2016
- Liga Narodów UEFA: 2020/2021

### Wyróżnienia
- Bramkarz Roku Ligue 1: 2008/2009, 2009/2010, 2011/2012
- Drużyna Roku Ligue 1: 2008/2009, 2009/2010, 2011/2012
- UNFP najlepszy gracz miesiąca: kwiecień 2008[19] wrzesień 2009[20]

### Rekordy
- Najwięcej występów w historii reprezentacji Francji: 145 meczów[a]
- Bramkarz z największą liczbą występów w historii finałów Mistrzostw świata: 20 meczów[b][21]

## Odznaczenia
- Chevalier Legii Honorowej – nadanie 2018[22], wręczenie 2019[23][24]